# Hapi (Horussohn)
Hapi war einer der vier Horussöhne und Kanopengötter, die die mumifizierten Eingeweide beschützten. Als seine Eltern gelten der Gott „Horus der Ältere“ (Haroeris) und die Göttin Isis.

## Darstellung

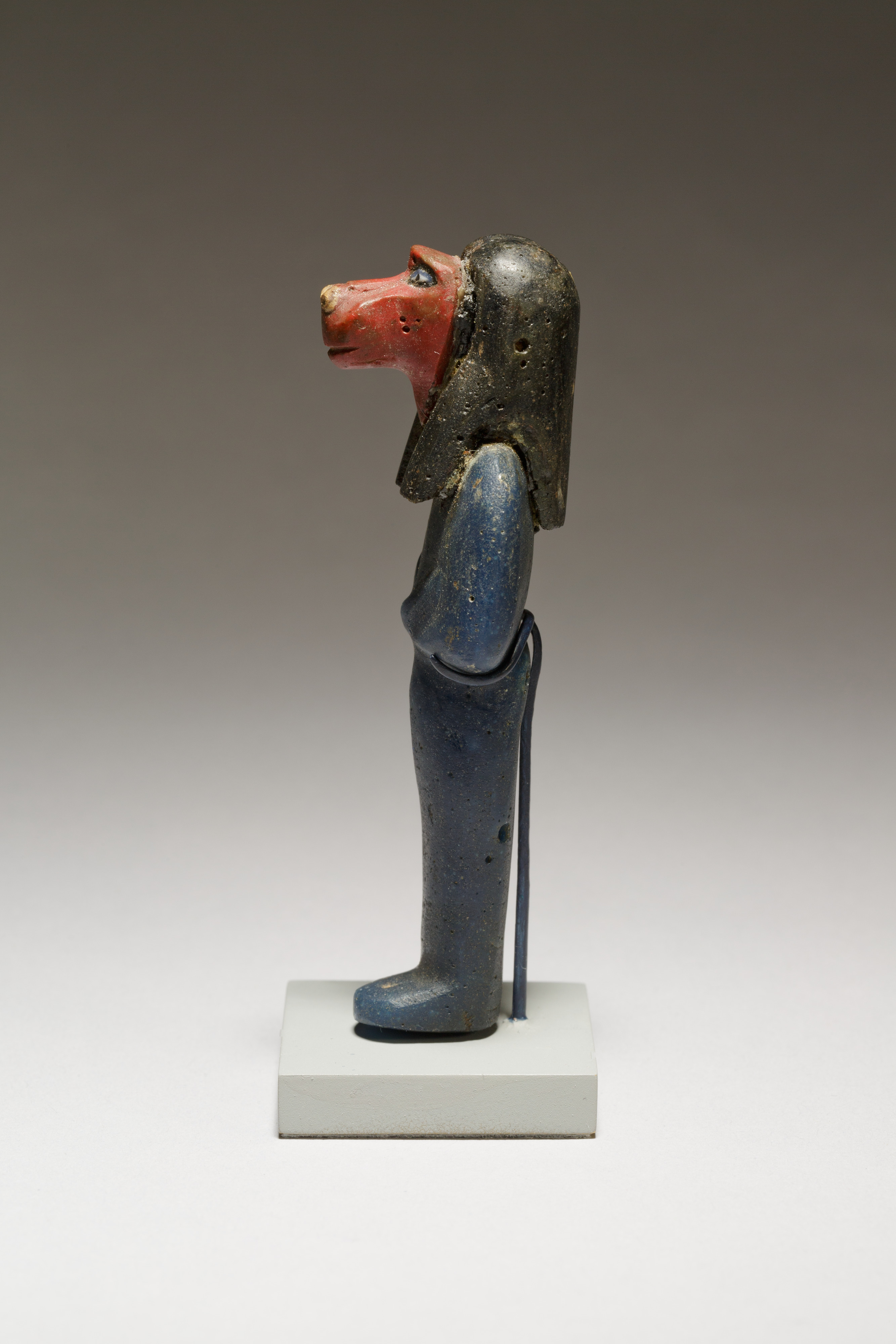
Grabfigur von Hapi

Hapi wird seit dem Mittleren Reich bis zur 18. Dynastie mit menschlichem Kopf dargestellt, seit dem Neuen Reich meist mit Paviankopf. Es gibt aber auch Darstellungen, die ihn als korpulenten Mann mit einer Lilienkrone oder mit einer Papyruspflanze abbilden.

## Bedeutung als Schutzgott der Kanopen
Zusammen mit den drei anderen Horussöhnen Amset, Duamutef und Kebechsenuef beschützte er die mumifizierten Eingeweide. Ihm unterstand der Schutz der Lunge, im Mittleren Reich auch der Schutz der Milz.

## Bedeutung in der Mythologie
Bereits die Pyramidentexte nennen Hapi als Schutzgott der Toten und ihren Helfer beim Aufstieg in den Himmel. Über die Inschriften auf den Kanopenkrügen und den dazugehörigen Kanopenkästen wird Hapi angerufen. Im Osiris-Zyklus ist Hapi, ebenso wie die übrigen Horussöhne, „eine der Stundenwachen an der Leiche des Osiris“. Er ist der Schutzgott der zweiten Tages- und der zweiten Nachtstunde, von dem es zu beiden Zeiten heißt: „Hapi kommt, um dich zu schauen, er wirft dir die Feinde vor dir nieder.“ Der Mythologie zufolge wurde er von Horus wie seine Geschwister als Wächter der Himmelsrichtungen bestimmt und als Krönungsbote nach Norden gesandt. Auch Hapi ist ein Sterngott. Häufig erscheint er mit Nephthys, die das Gefäß verkörpert und seine Schutzgöttin ist. Kultort des Hapi war Buto. In der Spätzeit wurde er mit dem Herzen in Verbindung gebracht.